# Myrkrokspindel
Myrkrokspindel (Drepanotylus uncatus) är en spindelart som först beskrevs av O. Pickard-Cambridge 1873.  Myrkrokspindel ingår i släktet Drepanotylus och familjen täckvävarspindlar. Arten är reproducerande i Sverige. Inga underarter finns listade i Catalogue of Life.